# Matteo Vitaioli
Matteo Giampaolo Vitaioli (San Marino, 1989. október 27. –) San Marinó-i labdarúgó, a La Fiorita csapatában játszik középpályásként.

## Karrier
A San Marinó-i Fiorentinóban született Vitaioli négy klubot képviselt állandó jelleggel: San Marino Calcio, FC Fiorentino, Sammaurese és Tropical Coriano, és négy klubban játszott kölcsönben: Empoli (bár a 2005–2006-os Serie A második felében egyetlen bajnokin sem szerepelt), ASD Cagliese, Real Montecchio és P.D. Castellarano.
A San Marinó-i labdarúgó-válogatott egyik legígéretesebb fiatal tehetségeként tartották számon, gyakran a keret kulcsemberének tartották, Andy Selva és Nicola Ciacci partnereként egy háromcsatáros San Marinó-i támadósorban. Eddig 95-szörös válogatott, hazája legtöbbször válogatott játékosa, első gólját pedig 2015. szeptember 8-án szerezte a litvánok ellen vívott Európa-bajnoki selejtezőn. 14 év után ez volt San Marino első idegenbeli gólja.
A 7-es számú mezt viseli a klubjában és a válogatottban is.